# Théodora Porphyrogénète
Pour les articles homonymes, voir Théodora.
Théodora Porphyrogénète (en grec :  Θεοδώρα), née vers 980 et morte le 31 août 1056, est impératrice byzantine à deux reprises : brièvement en 1042, puis de 1055 à 1056.
Elle est la troisième fille de l'empereur Constantin VIII. Au début du règne de Romain III Argyre, elle est accusée de complicité dans la conjuration de Pressiyan II et Constantin Diogène. Après avoir été reléguée dans un couvent par sa sœur Zoé, elle est portée au pouvoir par la foule le 19 avril 1042 lors d'une révolte contre Michel V. Couronnée le lendemain, elle règne conjointement avec sa sœur Zoé jusqu'à l'avènement de Constantin IX. À la mort de celui-ci, elle réclame le trône comme dernière descendante de la dynastie macédonienne. Son règne autoritaire et sa nomination de membres du clergé lui valent de nombreux ennemis tant parmi les fonctionnaires du palais que dans l'Église. Sur son lit de mort, elle se rend aux souhaits de son entourage et désigne Michel VI pour lui succéder. Après sa mort, une période de déclin commence pour l'empire, laquelle devait se prolonger jusqu'à l'accession d'Alexis Ier Comnène en 1081.

## Les premières années
Théodora est la plus jeune des trois filles de l'empereur Constantin VIII et d'Hélène, fille d'Alype. L'aînée, Eudoxie, qui porte les traces d'une attaque de petite vérole, prend le voile encore jeune. Si l'on en croit le chroniqueur Psellos, les deux autres sœurs, Zoé et Théodora, sont très différentes l'une de l'autre aussi bien physiquement qu'intellectuellement. « L'aînée était plus grassouillette de nature que sa sœur, mais pas très grande de taille [...] Elle avait les cheveux blonds, et tout son corps éclatait de blancheur. Peu d'indices révélaient son âge [...] Quant à Théodora, elle était plus grande de taille et plus maigre de corps, avec un visage peu symétrique comparativement au reste du corps ; mais elle était plus prompte que sa sœur à la parole et au mouvement ; elle n'avait pas le regard dur, mais aimable, et elle était rieuse et cherchait les occasions de parler ».
Sa qualité de porphyrogénète en fait une épouse possible pour l'empereur romain d'Occident, Otton III, qui dépêche une ambassade à Constantinople en 996 afin d'obtenir la main d'une des trois sœurs, peu importe, semble-t-il, laquelle. Probablement en raison de son apparence physique, on préfère Zoé à Théodora ; le mariage n'eut cependant pas lieu, Otton décédant au moment où Zoé arrivait en Italie.
À partir de ce moment, Théodora vit dans l'ombre du gynécée impérial. Son oncle, Basile II, étant mort sans enfant et son père, Constantin VIII, n'ayant eu que des filles, elle est ramenée au centre de la politique impériale. Constantin VIII ne s'était guère préoccupé de sa succession jusqu'à ce qu'il tombe mortellement malade, le 9 novembre 1028. Ses conseillers lui suggèrent de marier l'une de ses filles à Romain Argyre, un sénateur sexagénaire issu d'une vieille famille aristocratique, afin d'assurer la succession par alliance. Déjà marié, le sénateur doit choisir entre le divorce suivi de son élévation au trône et l'aveuglement. D'après Jean Zonaras, le choix de Constantin se serait porté sur Théodora, plus intelligente que sa sœur et, dans la quarantaine, encore capable de produire un héritier. Célibataire déjà endurcie, celle-ci refuse sous prétexte que Romain et elle sont proches parents, de telle sorte que Constantin doit choisir Zoé, laquelle n'est que trop heureuse d'épouser Romain et de devenir impératrice.
Romain étant ainsi monté sur le trône, Théodora se retire de nouveau au gynécée où la jalousie de sa sœur, qui ne lui pardonne pas d'avoir été le premier choix de son père, continue à la poursuivre. Zoé convainc son époux de faire espionner Théodora grâce à un de ses agents chargé de sa maison. C'est ainsi que Théodora est accusée de comploter avec Pressiyan II de Bulgarie pour s'emparer du trône. De nouvelles accusations sont portées contre elle en 1031, cette fois comme faisant partie d'une conspiration menée par l'archonte de Sirmium, Constantin Diogène. Elle est envoyée de force au monastère de Petrion par sa sœur afin « de mettre un terme à ses constantes intrigues et aux scandales de sa vie ». Elle y reste treize ans pendant que sa sœur dirige l'empire avec ses époux successifs, Romain III Argyre et Michel IV.

## Co-impératrice avec Zoé

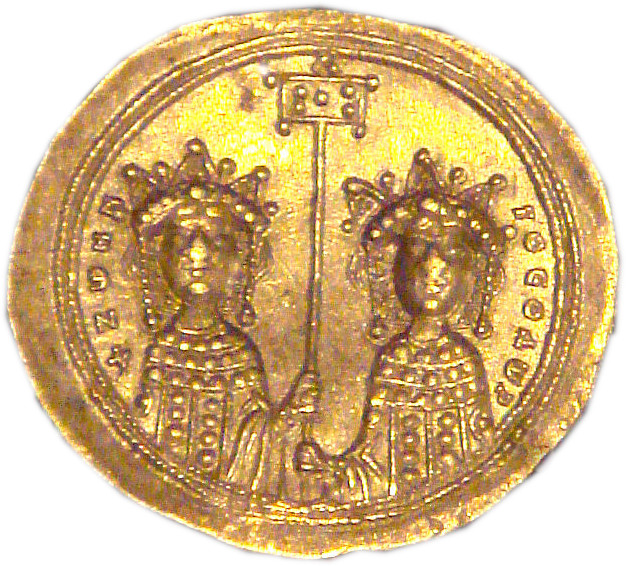
Histaménon de Zoé et Théodora.

Lorsque Michel IV meurt en décembre 1041, Zoé adopte un neveu de ce dernier qui est couronné sous le nom de Michel V. Celui-ci, souhaitant évincer l'impératrice, l'accuse de tenter de le tuer et l'exile dans un monastère de l'île de Prinkipo. La déposition de Zoé et son exil créent un vif mécontentement dans la population ; cette dernière se révolte et exige non seulement le retour de Zoé, mais également un meilleur traitement pour Théodora, deuxième rejeton de la souche impériale. Une délégation conduite par Constantin Kabasilas est donc dépêchée au monastère de Pétrion pour convaincre Théodora de revenir à Constantinople afin d'être associée au trône avec Zoé. Réfugiée dans le sanctuaire du monastère, Théodora rejette cette proposition. Il faut qu'une armée de citoyens l'arrachent au sanctuaire, la revêtent d'une robe somptueuse et l'amènent à la basilique Sainte-Sophie où elle est acclamée impératrice. À cette nouvelle, l'empereur et son oncle se réfugient au monastère du Stoudion, endroit de grand prestige et asile normalement inviolable d'où la foule les fait sortir pour leur crever les yeux, les rendant ainsi impropres à régner.
Les sénateurs pour leur part hésitent entre Zoé, l'aînée des deux sœurs, toujours dans le palais, et Théodora, réfugiée à Sainte-Sophie, bénéficiant de l'appui de la population. Zoé met fin à leur dilemme en faisant venir Théodora au palais où elle l'embrasse et promet de partager le pouvoir avec elle.
Un partage quelque peu inégal toutefois, puisque Zoé en tant qu'aînée reçoit la préséance d'honneur devant Théodora qui ne paraît pas s'en offusquer, habituée à vivre dans l'ombre. C'est cette dernière cependant qui est le véritable cerveau de cette administration conjointe dont les résultats semblent mitigés. Selon Psellos, les deux sœurs ne comprennent rien à la politique et traitent sur un même pied affaires d'État et mesquineries de gynécée. Toutefois, autant Zoé se montre prodigue, dépensant sans compter, autant Théodora « comptait bien l'argent quand elle en donnait, parce qu'elle n'avait pas de ressources où puiser sans ménagement et qu'elle avait reçu de la nature une âme plus maîtresse d'elle-même sur ce point ». Jean Skylitzès se montre moins catégorique, soulignant les décrets impériaux interdisant la vente et l'achat des hautes charges de l'État, les améliorations notables dans l'administration civile et militaire de l'État ainsi que des nominations fort sensées aux plus hauts grades de l'administration comme celle de Georges Maniakès en tant que catépan d'Italie avec rang de magister.
En moins de deux mois cependant, cette « entente cordiale » commence à se lézarder. La jalousie de Zoé contre sa sœur devenant de plus en plus évidente, le peuple et les fonctionnaires du Palais prennent parti, les uns en faveur de Zoé, les autres de Théodora. Il devient rapidement évident qu'il faut une main plus assurée pour prendre les rênes de l'État, ce qui ne peut se faire que par le mariage de l'une ou l'autre sœur. Ne s'étant jamais mariée, Théodora s'y refuse absolument, alors que Zoé qui a déjà une grande expérience en ce domaine ne demande rien de mieux, jetant son dévolu « sur un homme d'une beauté incomparable, né à Dalassa, localité célèbre, et qui avait nom de Constantin [...] dernier rejeton dans l'ordre de filiation, de la souche antique des Monomaques ». Le mariage a lieu le 11 juin 1042, mettant fin après trois mois au règne conjoint de Zoé et de Théodora.
Faible de caractère, d'une prodigalité encore plus grande que celle de son épouse, Constantin IX n'exerce le pouvoir que pour son propre plaisir, se révélant incapable de repousser les ennemis à l'intérieur et à l'extérieur de l'empire. De plus, il rend progressivement publique sa liaison de longue date avec une amante qui avait déjà été à ses côtés pendant un précédent exil, la nièce de sa femme défunte, Skleraina. Ce ménage à trois semble avoir été accepté non seulement par Zoé, mais également par Théodora que la sébaste comblait de rares pièces de monnaie et de médailles anciennes dont l'impératrice faisait avidement collection.
Il n'en va pas de même toutefois pour le peuple de Constantinople peut-être moins choqué par cette relation que par le manque de respect dont elle témoignait à l'égard des deux impératrices. Le 9 mars 1044, une procession impériale est troublée par des huées : « À bas la Skleraina ! Longue vie à nos mères bien-aimées, les impératrices Zoé et Théodora dont elle menace la vie ! ». Ce n'est qu'après une apparition des deux impératrices que la foule accepte de se disperser. Même après la mort de son amante, Skleraina, en 1045 ou 1046, et celle de l'impératrice Zoé, en 1050, Constantin IX n'ose pas couronner sa nouvelle amante et lui donner le titre d'impératrice, ce qui aurait relégué Théodora au second rang.

## Seule impératrice
L'impératrice Zoé meurt en 1050, à l'âge de soixante-douze ans et l'empereur Constantin IX cinq ans plus tard en 1055. Celui-ci ne laissant pas d'héritier, la couronne revient donc à l'impératrice Théodora, entre-temps retournée au couvent. Constantin avait songé à écarter celle-ci du trône en faveur du gouverneur de Bulgarie Nicéphore Proteuon. C'était sans compter sur la force de caractère de l'impératrice qui, ayant eu vent de ses projets, quitte son couvent et fait voile vers Constantinople où elle arrive juste avant le décès de l'empereur.
Septuagénaire, l'impératrice, d'excellente santé physique et toujours alerte d'esprit, prend fermement les rênes du gouvernement, déclarant qu'elle ne succédait pas véritablement à Constantin, mais reprenait simplement le pouvoir dont l'avait investi son père et dont elle avait été écartée par des intrus. Elle va présider le Sénat, promulguer les lois, administrer la justice et échanger des ambassades avec fermeté pendant dix-neuf mois.
Sur le plan intérieur, son administration réussit à tenir en échec les abus de la noblesse. Mais elle se fait de nombreux ennemis en choisissant comme premier ministre Léon Paraspondylos, homme compétent, mais dont le manque de charisme politique lui aliène une bonne partie des hauts fonctionnaires de l'empire qui « ne voulaient l'approcher que s'il y avait absolue nécessité ». Elle s'aliène également le patriarche de Constantinople Michel Ier Cérulaire dont la résistance au pape et à son envoyé, le cardinal Humbert de Moyenmoutier, avait quelques années plus tôt consacré le schisme de 1054 entre les Églises d'Orient et d'Occident. Non seulement le patriarche aurait voulu jouer un plus grand rôle dans les affaires de l'État comme il l'avait fait sous Constantin, mais il n'appréciait nullement qu'une femme s'ingère dans le processus de nomination des évêques, privilège réservé selon lui aux hommes. Enfin, les purges au sein du haut commandement militaire affaiblissent substantiellement l'armée. Si on peut comprendre qu'elle ait fait exiler Nicéphore Bryenne après que le tagma d'Occident eut voulu le proclamer empereur à la place de Théodora, le limogeage de généraux fort compétents comme Isaac Comnène et leur remplacement par des fonctionnaires subalternes s'avèrent lourds de conséquences.
Le court règne de Théodora a des conséquences désastreuses pour la politique étrangère de l'empire en Orient, les successeurs des conseillers de Constantin IX prenant systématiquement le contre-pied des premiers. Alors que la paix avec le Califat fatimide avait été au cœur de la politique des souverains précédents, Théodora cesse les envois de grain aux sujets syriens du calife, ce à quoi celui-ci répond en interdisant l'entrée du Saint-Sépulcre aux pèlerins allant à Jérusalem et en rendant la vie difficile à ses habitants chrétiens. Par contre, en Occident, les conséquences du schisme de 1054 tendent à s'atténuer lorsque le pape cherche l'alliance de Constantinople contre les Normands. De même, un échange d'ambassades tente de mettre sur pied une alliance entre le Saint-Empire romain d'Henri III et l'Empire romain d'Orient.
Célibataire jusqu'à la fin de sa vie, Théodora refuse de suivre les conseils du patriarche qui aurait voulu que celle-ci se marie en dépit de son âge avancé pour assurer la succession du trône par alliance. Or, dans les derniers jours du mois d'août 1056, l'impératrice est saisie de violentes douleurs abdominales (probablement une appendicite aiguë) qui laissent présager une fin prochaine. Ses courtisans se réunissent alors pour s'entendre sur un héritier possible, « traitant les affaires de l'État comme un jeu de dés ». Désireux de maintenir leur pouvoir, les courtisans suggèrent à l'impératrice agonisante un patricien déjà âgé, ancien stratioticus (directeur civil de l'administration militaire) dont Psellos dira « qu'il était capable moins de gouverner que d'être gouverné et conduit ». N'étant plus capable de parler, l'impératrice ratifie semble-t-il d'un hochement de tête le choix de Michel Bringas pour lui succéder. Soupçonnant quelque manœuvre des courtisans, le patriarche tient à s'assurer lui-même que telle était bien la volonté de l'impératrice et, satisfait, procède le jour même au couronnement. Quelques heures plus tard, le 31 août 1056, Théodora meurt à l'âge de soixante-seize ans.
Ainsi s'éteint la dernière représentante de cette dynastie macédonienne qui a présidé aux destinées de l'empire pendant 189 ans. Le court règne de Michel VI (un an et dix jours) est le prélude d'une guerre civile mettant aux prises les fonctionnaires du palais d'une part, les chefs des armées d'autre part. Celle-ci se poursuit jusqu'en 1081 et l'avènement de la dynastie des Comnène dont un représentant, Isaac Ier, s'était pourtant emparé du pouvoir à la chute de Michel VI, mais n'avait pu le conserver que deux ans et trois mois (1er décembre 1057 - 25 décembre 1059).